# Tavoletta del water

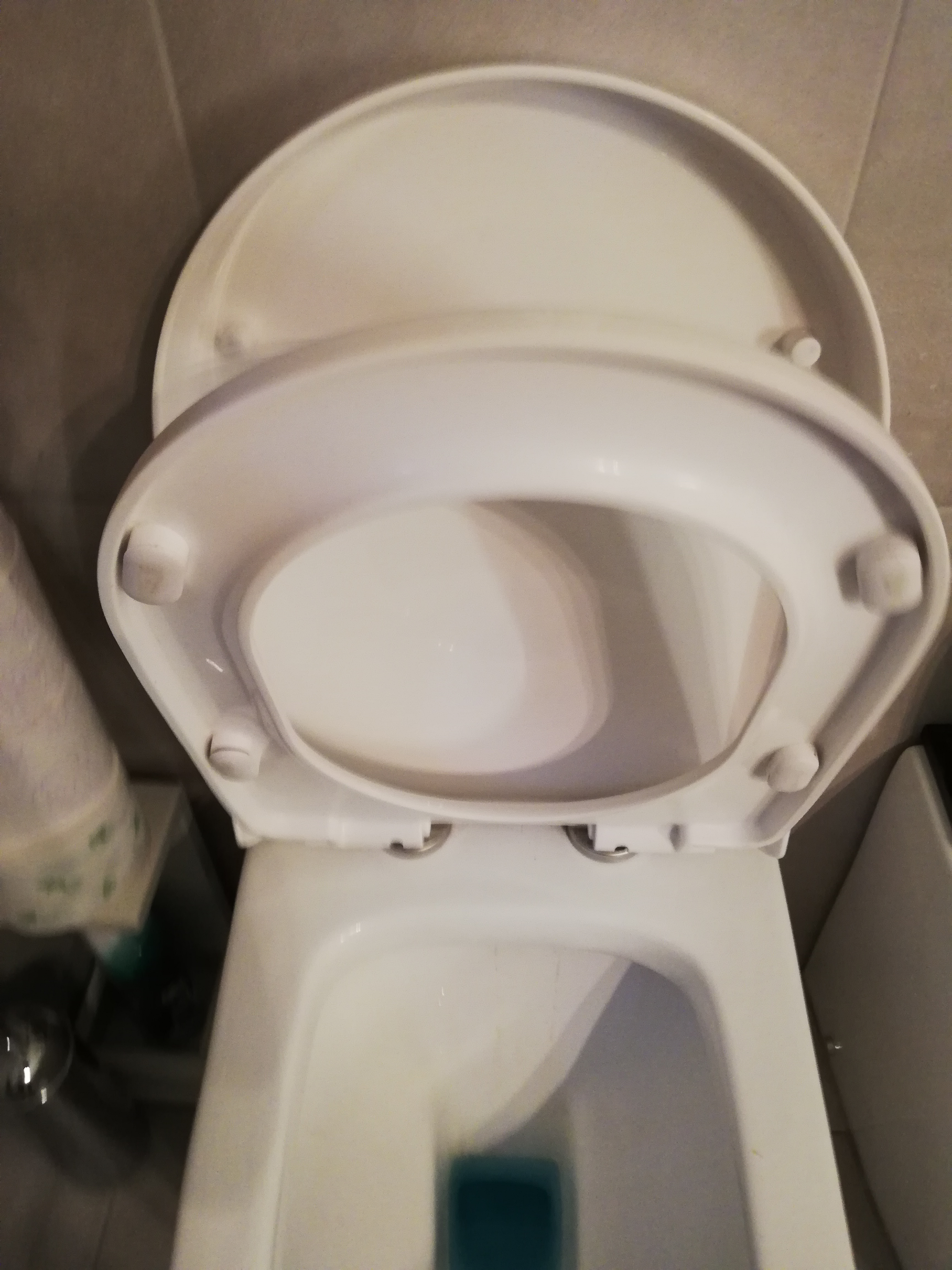
Tavoletta in plastica leggera con sistema che impedisce la caduta improvvisa

La tavoletta del water è un supporto, realizzato solitamente in materie plastiche o in legno, che funge da coperchio per il WC.

## Costituzione e funzionamento
La tavoletta è di solito fissata alla struttura principale dell'apparecchio sanitario mediante un supporto metallico, compreso di viti. Essa è costituita e fissata in modo da renderne possibile il sollevamento e l'abbassamento, determinando così l'apertura e la chiusura del coperchio protettivo del vaso sanitario, sul quale poggia rialzata con delle testine.

## Misure
Di forma tendente all'ovale, le misure del supporto sono variabili, combaciano con la parte più alta del vaso sanitario e possono essere in media di 32x40 cm, mentre lo spessore del bordo, che funge da appoggio per il fondoschiena nel caso in cui ci si sieda, è di solito più largo del bordo del water e ha una media di 7 cm.